# Saint-Pierre (atol)
Saint-Pierre – atol w archipelagu Farquhar należącym do Seszeli, jest częścią prowincji Wysp Zewnętrznych. Leży 35 km na północny zachód od wyspy Cerf, 35 km na południowy zachód od wyspy Province, 730 km na południowy zachód od wyspy Mahé i 460 km na wschód od archipelagu Aldabra. Wyspa jest prawie okrągła 1,6 km  rozpiętości równoleżnikowej i 1,4 km rozpiętości południkowej, powierzchnia wynosi 1,68 km².

## Geografia
Wyspa charakteryzuje się spadkiem w kierunku południowym. Jej północne wybrzeże odznacza się klifami, o wysokości do 9 m, które są zauważalnie podciętymi przez fale. Natomiast południowa część jest położona na wysokości niewiele większej niż poziom morza. Centralna cześć znajduje się na wysokości, odpowiadającej mniej więcej poziomowi morza. Wyspa jest otoczona rafą koralową, jednakże południowa jej część jest w nią znacznie bogatsza w porównaniu z północnym klifowym brzegiem. 
W zachodniej części wyspy znajdują się ruiny budynków pozostałych po górnikach guano.